# Knut Wicksell
Johan Gustaf Knut Wicksell (Stoccolma, 20 dicembre 1851 – Stocksund, 3 maggio 1926) è stato un economista svedese.

## Biografia
Wicksell nacque a Stoccolma nel 1851. Il padre era un uomo di affari di modesto successo. Perse entrambi i genitori molto presto, la madre a sei anni e il padre a quindici. Wicksell frequentò dal 1869, anche su consiglio del padre, l'Università di Uppsala, dove frequentò le facoltà di matematica e fisica. Ricevette il primo diploma dopo soli due anni, ma decise di continuare gli studi fino al dottorato in matematica, ottenuto nel 1885. Nel 1887 ottenne una borsa di studio per andare a studiare a Vienna dove lesse Carl Menger e dove aumentò il suo interesse per le scienze sociali, in special modo per l'economia.
Molto scalpore fece la sua posizione sul tema del lavoro. Nonostante si autodichiarasse socialista, spesso proponeva soluzioni malthusiane. Fin dalla prima pubblicazione, Über wert, kapital und rente, attirò molta attenzione su di sé. Nel 1896, in Finanztheoretische untersuchungen, cercò di applicare al marginalismo concetti come la tassazione progressiva, beni pubblici, ed altri.
Nel 1889 sposò Anna Bugge, successivamente tornò all'Università di Uppsala, dove, nel 1889, divenne assistente docente. Negli anni successivi divenne docente all'Università di Lund (Svezia).
Nel 1908, dopo un discorso nel quale ironizzò sull'immacolata concezione, Wicksell fu imprigionato per due mesi. Otto anni dopo, nel 1916, tornò a Lund, dove lasciò il suo ruolo di docente per diventare consigliere del governo. In Stoccolma, Wicksell associava il suo pensiero economico a quello della scuola di Stoccolma, formata da altri importanti economisti, quali Bertil Ohlin e Gunnar Myrdal. Fu anche professore di un giovane Dag Hammarskjöld, divenuto poi Segretario generale delle Nazioni Unite.
Wicksell morì nel 1926 mentre scriveva un suo ultimo lavoro sulla teoria dell'interesse.

## Contributi teorici

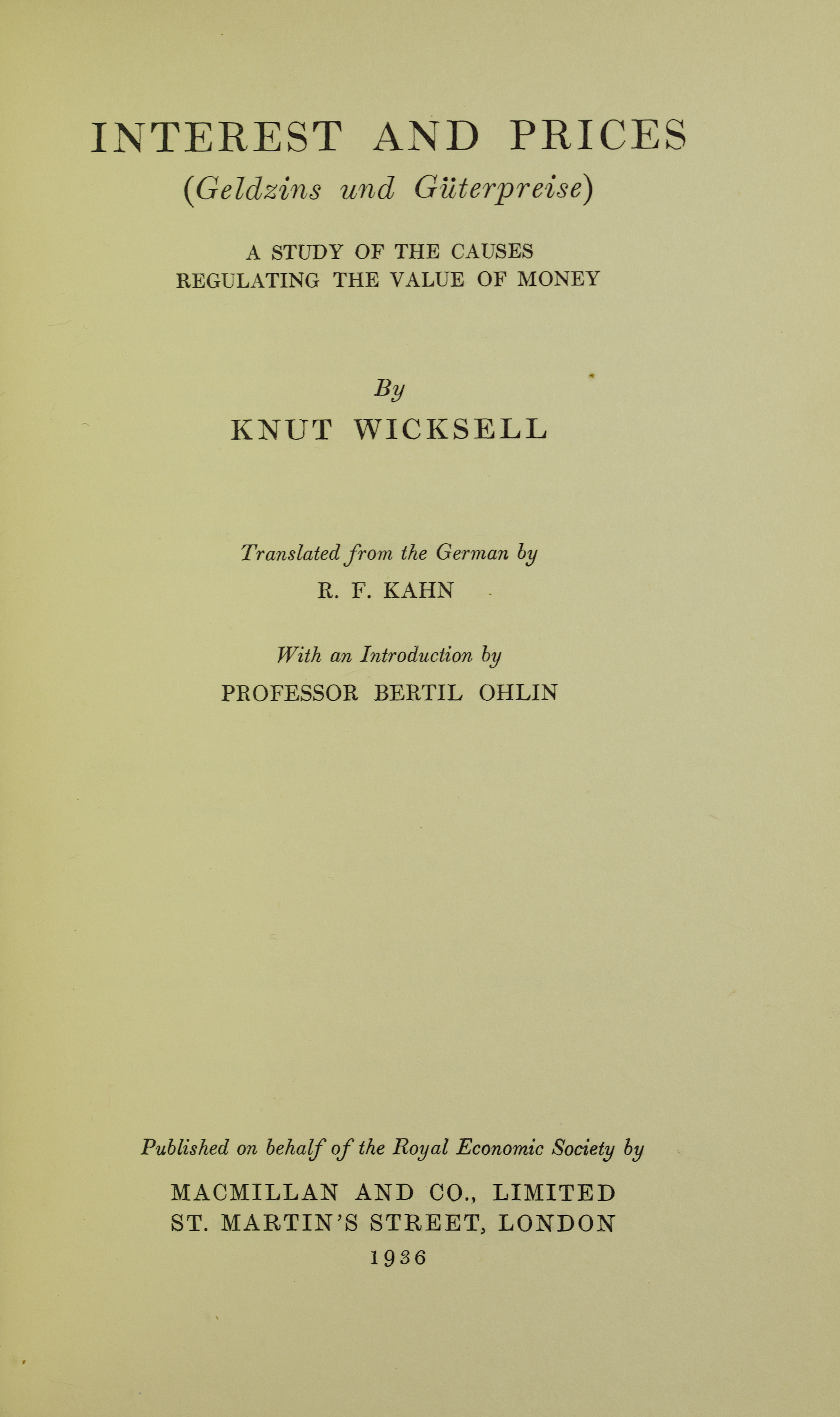
Geldzins und Güterpreise, 1936

Wicksell, molto influenzato dalle visioni economiche di Léon Walras, Eugen von Böhm-Bawerk e David Ricardo, cercò di trovare una sintesi proprio tra questi tre importanti economisti. Il suo lavoro di creazione di una teoria economica sintetica gli valse l'appellativo di "economista degli economisti".
Partendo da presupposti marginalisti, e difendendo la distribuzione della ricchezza prodotta, Wicksell sostenne la necessità dell'intervento dello Stato per implementare lo stato sociale.
Wicksell contribuì molto alla teoria dell'interesse, soprattutto attraverso l'opera del 1898, intitolata Geldzins und Güterpreise. Wicksell separò il concetto di interesse naturale da quello di interesse della moneta. Il primo è neutrale dai prezzi del mercato reale mentre il secondo è la mera visione dell'interesse del mercato capitale. In termini più precisi, Wicksell teorizzò che il tasso reale deve risultare tale per cui la domanda di beni coincide con la produzione potenziale. Il termine tasso di interesse "naturale" usato per descrivere tale concetto non è casuale, in quanto viene associato al tasso naturale di disoccupazione e al livello naturale di produzione. Questo concetto si ricollega alla scuola austriaca, la quale sostiene che il boom economico avviene quando l'interesse naturale è più alto del prezzo di mercato.

### Economisti influenzati da Wicksell
- John Maynard Keynes
- Friedrich von Hayek
- Dennis Robertson
- Gunnar Myrdal
- Ludwig von Mises
- Karl Gustav Cassel
- Erik Lindahl
- Eli Heckscher
- Bertil Ohlin
- Michael Woodford
- James M. Buchanan
- Katsuhito Iwai

### Scuole di pensiero influenzate da Wicksell
- Economia keynesiana
- Economia neo-keynesiana
- Economia neoclassica
- Monetarismo
- Scuola austriaca
- Scuola di Stoccolma
- teoria della scelta pubblica

## Opere
- Några ord om samhällsolyckornas vigtigaste orsak och botemedel, med särskildt afsende på dryckenskapen, 1880
- Svar till mina granskare, 1880
- Om utvandringen, dess betydelse och orsaker, 1882
- Om prostitutionen. Huru mildra och motverka detta samhällsonda?, 1887
- Über Wert, Kapital und Rente. 1893
  -  Knut Wicksell, Über Wert, Kapital und Rente nach den neueren nationalokonomischen Theorien, Series of reprints of scarce tracts in economic and political science 15, London, London school of economics and political science, 1933. URL consultato il 13 luglio 2015.
- Zur Lehre von der Steuerincidenz, 1895
- Finanztheoretische Untersuchungen, nebst Darstellung und Kritik des Steuerwesens Schwedens, 1896
- Geldzins und Güterpreise, 1898
  -  Knut Wicksell, Geldzins und Güterpreise, London, Macmillan, 1936. URL consultato il 13 luglio 2015.
- Penningräntans inflytande på varuprisen, 1898
- Zur Verteidigung der Grenznutzenlehre, 1900
- Föreläsningar i nationalekonomi
  - I: Teoretisk nationalekonomi, 1901
  - II : 2, Om penningar och kredit, 1906
  - Vorlesungen über Nationalökonomie auf Grundlage des Marginalprinzipes, 1913
- Den dunkla punkten i penningteorien och En lektion i banklagstiftning, 1903
- Krisernas gåta, 1907